# Palosco
Palosco är en ort och kommun i provinsen Bergamo i regionen Lombardiet i Italien. Kommunen hade 5 753 invånare (2018).